# Plusioglyphiulus grandicollis
Plusioglyphiulus grandicollis är en mångfotingart som beskrevs av Hoffman 1977. Plusioglyphiulus grandicollis ingår i släktet Plusioglyphiulus och familjen Glyphiulidae. Inga underarter finns listade i Catalogue of Life.